# Vidéographie d'Exo

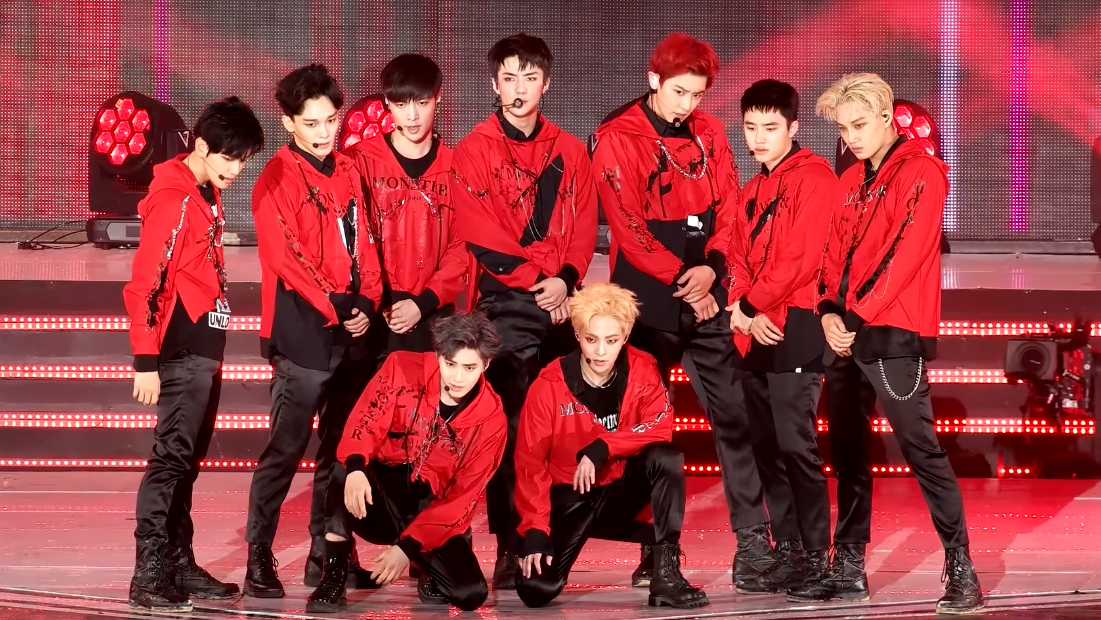
EXO interprétant Monster sur scène en juin 2016.

Cet article est la liste de tous les clips musicaux et DVD sortis d'EXO.
EXO est un boys band sud-coréo-chinois sous le label de la SM Entertainment. 
Le boys band ne compte plus que 9 membres (Suho, Baekhyun, Chanyeol, D.O., Kai, Sehun, Xiumin, Chen et Lay) à la suite des départs de trois chanteurs et rappeurs du sous-groupe EXO-M (Luhan, Kris et Tao).

## Clips vidéos
| Année | Artiste | Chanson                       | Album                               | Langue   |
| ----- | ------- | ----------------------------- | ----------------------------------- | -------- |
| 2012  | EXO-K   | What Is Love                  | Mama                                | Coréen   |
| 2012  | EXO-M   | What Is Love                  | Mama                                | Mandarin |
| 2012  | EXO-K   | History                       | Mama                                | Coréen   |
| 2012  | EXO-M   | History                       | Mama                                | Mandarin |
| 2012  | EXO-K   | Mama                          | Mama                                | Coréen   |
| 2012  | EXO-M   | Mama                          | Mama                                | Mandarin |
| 2013  | EXO     | Wolf                          | XOXO                                | Coréen   |
| 2013  | EXO     | Wolf                          | XOXO                                | Mandarin |
| 2013  | EXO     | Music Video Drama Episode 1   | XOXO                                | Coréen   |
| 2013  | EXO     | Music Video Drama Episode 1   | XOXO                                | Mandarin |
| 2013  | EXO     | Music Video Drama Episode 2   | XOXO                                | Coréen   |
| 2013  | EXO     | Music Video Drama Episode 2   | XOXO                                | Mandarin |
| 2013  | EXO     | Growl                         | XOXO                                | Coréen   |
| 2013  | EXO     | Growl                         | XOXO                                | Mandarin |
| 2013  | EXO     | Growl Music Video 2nd Version | XOXO                                | Coréen   |
| 2013  | EXO     | Growl Music Video 2nd Version | XOXO                                | Mandarin |
| 2013  | EXO     | Miracles in December          | Miracles in December                | Coréen   |
| 2013  | EXO     | Miracles in December          | Miracles in December                | Mandarin |
| 2014  | EXO-K   | Overdose                      | Overdose                            | Coréen   |
| 2014  | EXO-M   | Overdose                      | Overdose                            | Mandarin |
| 2015  | EXO     | Call Me Baby                  | EXODUS                              | Coréen   |
| 2015  | EXO     | Call Me Baby                  | EXODUS                              | Mandarin |
| 2015  | EXO     | Love Me Right                 | Love Me Right                       | Coréen   |
| 2015  | EXO     | Love Me Right                 | Love Me Right                       | Mandarin |
| 2015  | EXO     | Love Me Right                 | Love Me Right ～romantic universe～ | Japonais |
| 2015  | EXO     | Lightsaber                    | Non issu d'un album                 | Japonais |
| 2015  | EXO     | Lightsaber                    | Sing for You                        | Coréen   |
| 2015  | EXO     | Lightsaber                    | Sing for You                        | Mandarin |
| 2015  | EXO     | Sing for You                  | Sing for You                        | Coréen   |
| 2015  | EXO     | Sing for You                  | Sing for You                        | Mandarin |
| 2016  | EXO     | Lucky One                     | Ex'act                              | Coréen   |
| 2016  | EXO     | Lucky One                     | Ex'act                              | Mandarin |
| 2016  | EXO     | Monster                       | Ex'act                              | Coréen   |
| 2016  | EXO     | Monster                       | Ex'act                              | Mandarin |
| 2016  | EXO     | Lotto                         | Lotto                               | Coréen   |
| 2016  | EXO     | Lotto                         | Lotto                               | Mandarin |
| 2016  | EXO     | Dancing King                  | Non issu d'un album                 | Coréen   |
| 2016  | EXO-CBX | Hey Mama!                     | Hey Mama!                           | Coréen   |
| 2016  | EXO-CBX | The One                       | Hey Mama!                           | Coréen   |
| 2016  | EXO     | Coming Over                   | Coming Over                         | Japonais |
| 2016  | EXO     | For Life                      | For Life                            | Coréen   |
| 2016  | EXO     | For Life                      | For Life                            | Mandarin |
| 2017  | EXO-CBX | Ka-CHING!                     | Girls                               | Japonais |
| 2017  | EXO     | Ko Ko Bop                     | The War                             | Coréen   |
| 2017  | EXO     | Ko Ko Bop                     | The War                             | Mandarin |
| 2017  | EXO     | Power                         | The Power of Music                  | Coréen   |
| 2017  | EXO     | Power                         | The Power of Music                  | Mandarin |
| 2017  | EXO     | Electric Kiss                 | Countdown                           | Japonais |
| 2017  | EXO     | Universe                      | Universe                            | Coréen   |
| 2017  | EXO     | Universe                      | Universe                            | Mandarin |
| 2018  | EXO-CBX | Blooming Day                  | Blooming Days                       | Coréen   |
| 2018  | EXO-CBX | Horololo                      | Magic                               | Japonais |
| 2018  | EXO     | Tempo                         | Don't Mess Up My Tempo              | Coréen   |
| 2018  | EXO     | Tempo                         | Don't Mess Up My Tempo              | Mandarin |
| 2018  | EXO     | Love Shot                     | Love Shot                           | Coréen   |
| 2018  | EXO     | Love Shot                     | Love Shot                           | Mandarin |
| 2019  | EXO     | Obsession                     | Obsession                           | Coréen   |
| 2021  | EXO     | Don't Fight the Feeling       | Don't Fight the Feeling             | Coréen   |

## Apparitions dans des clips vidéo
| Année | Artiste                                                                                         | Chanson             | Album                      | Membre (s)                       | Langue            |
| ----- | ----------------------------------------------------------------------------------------------- | ------------------- | -------------------------- | -------------------------------- | ----------------- |
| 2008  | TVXQ                                                                                            | HaHaHa Song         | NC                         | Suho, Chanyeol et Kai            | Coréen            |
| 2010  | Girls' Generation                                                                               | Genie               | Girls' Generation          | Chanyeol                         | Japonais          |
| 2012  | Girls' Generation-TTS                                                                           | Twinkle             | Twinkle                    | Baekhyun, Chanyeol, Kai et Sehun | Coréen            |
| 2012  | SM Town                                                                                         | Dear My Family      | I Am - Original Soundtrack | Luhan, Chen, Baekhyun et D.O.    | Coréen            |
| 2012  | Younique Unit                                                                                   | Maxstep             | PYL Younique Volume 1      | Luhan et Kai                     | Coréen            |
| 2013  | K. Will                                                                                         | You Don't Know Love | Will In Fall               | Chanyeol                         | Coréen            |
| 2013  | Jin de Lovelyz                                                                                  | Gone                | Girls' Invasion            | Xiumin                           | Coréen            |
| 2014  | EXO, 2PM, Super Junior, Minho, Park Shin-hye, Jang Geun-suk, Kim Hyun-joong, Choi Ji-woo et Eru | You're So Beautiful | NC                         | EXO                              | Coréen et anglais |
| 2014  | Zhang Liyin                                                                                     | Agape               | NC                         | Tao                              | Mandarin          |
| 2014  | Zhang Liyin                                                                                     | Not Alone           | NC                         | Tao                              | Mandarin          |
| 2014  | Zhou Mi                                                                                         | Rewind              | Rewind                     | Chanyeol                         | Coréen            |
| 2014  | Zhou Mi                                                                                         | Rewind              | Rewind                     | Tao                              | Mandarin          |
| 2015  | BoA                                                                                             | Who Are You         | Kiss My Lips               | Sehun                            | Coréen            |
| 2016  | Jo Kwon                                                                                         | Crosswalk           | Crosswalk                  | Suho                             | Coréen            |
| 2016  | Jimin d'AOA                                                                                     | Call You Bae        | Read Out                   | Xiumin                           | Coréen            |
| 2016  | Vibe & Heize                                                                                    | Lil' Something      | NC                         | Chen                             | Coréen            |
| 2016  | K. Will                                                                                         | The Day             | NC                         | Baekhyun                         | Coréen            |
| 2016  | Far East Movement et Marshmello feat. Chanyeol et Tinashe                                       | Freal Luv           | Identity                   | Chanyeol                         | Anglais et coréen |

## DVD
| Titre                                                                             | Détails du coffret | Meilleures positions | Meilleures positions | Ventes                 |
| Titre                                                                             | Détails du coffret | COR                  | JPN                  | Ventes                 |
| --------------------------------------------------------------------------------- | --- | -------------------- | -------------------- | ---------------------- |
| EXO's First Box                                                                   | - Date de sortie : 28 mars 2014 - Label : SM Entertainment - Durée : 179 min - Nombres de disques : 4                        | 1                    | -                    | - COR : plus de 71 154 |
| EXO From. Exo Planet #1 - The Lost Planet in Japan                                | - Date de sortie : 18 mars 2015 - Label : Avex Trax - Éditions : Standard, Deluxe - Durée : 161 min - Nombres de disques : 2 | 2                    | 1                    | - JPN : plus de 49 100 |
| EXO From. Exo Planet #1 - The Lost Planet in Seoul                                | - Date de sortie : 30 juin 2015 - Label : SM Entertainment, Contents Gate - Durée : 165 min - Nombres de disques : 3         | 4                    | -                    | - COR : plus de 10 680 |
| EXO's Second Box                                                                  | - Date de sortie : 30 octobre 2015 - Label : SM Entertainment - Durée : 253 min - Nombres de disques : 4                     | 1                    | -                    | - COR : plus de 17 170 |
| Exo Planet #2 - The EXO'luXion in Seoul                                           | - Date de sortie : 2 mars 2016 - Label : SM Entertainment, Contents Gate - Durée : 174 min - Nombres de disques : 2          | 1                    | -                    | - COR : plus de 9 153  |
| Exo Planet #2 - The EXO'luXion in Japan                                           | - Date de sortie : 9 mars 2016 - Label : Avex Trax - Éditions : Standard, Deluxe - Durée : 164 min - Nombres de disques : 2  | 1                    | 1                    | - JPN : plus de 43 222 |
| EXO Planet #3 - The EXO'rDIUM in Japan                                            | - Date de sortie : 8 mars 2017 - Label : Avex Trax - Durée : 173 min - Nombres de disques : 2                                | 1                    | 1                    | - JPN : plus de 35 059 |
| EXO Planet #3 - The EXO'rDIUM in Seoul                                            | - Date de sortie : 27 septembre 2017 - Label : SM Entertainment, Contents Gate - Durée : 229 min - Nombres de disques : 3    |                      |                      |                        |
| EXO From Happiness                                                                | - Date de sortie : 7 décembre 2017 - Label : SM Entertainment - Durée : 77 min - Nombres de disques : 2                      |                      |                      |                        |
| EXO Planet #4 - The EℓyXiOn in Japan                                              | - Date de sortie : 4 juillet 2018 - Label : Avex Trax - Durée : 164 min - Nombres de disques : 2                             | 4                    | 2                    | - JPN : plus de 27 191 |
| EXO Planet #4 - The EℓyXiOn in Seoul                                              | - Date de sortie : 22 août 2018 - Label : SM Entertainment, Contents Gate - Durée : 193 min - Nombres de disques : 2         |                      |                      |                        |
| EXO Planet #5 - EXpℓOration in Japan                                              | - Date de sortie : 26 février 2020 - Label : Avex Trax - Durée : 147 min - Nombres de disques : 2                            |                      |                      |                        |
| EXO Planet #5 - EXpℓOration in Seoul                                              | - Date de sortie : 28 avril 2020 - Label : SM Entertainment, Contents Gate - Nombres de disques : 2                          |                      |                      |                        |
| EXO Film Live Japan Tour - EXO Planet 2021                                        | - Date de sortie : 22 février 2022 - Label : Avex Trax                                                                       |                      |                      |                        |
| "—" signifie que le DVD ne s'est pas classé ou n'est pas sorti dans cette région. | |                      |                      |                        |